# لغالة
لغالة (بالإنجليزية: Lagaleh)‏ هي قرية تقع في قسم تشنارود الشمالي الريفي (مقاطعة تشادغان) في إيران. يقدر عدد سكانها بـ 86 نسمة بحسب إحصاء 2016.